# Ceterossexualidade
Ceterossexualidade, previamente chamada de escoliossexualidade, é uma orientação sexual caracterizada pela atração sexual, romântica, emocional ou física por pessoas não binárias e genderqueer.
Algumas outras definições incluíam também a não conformidade de gênero na atração, o que acabou se difundindo em indivissexualidade, GNCsexual e propessexualidade.

## Histórico e uso
Anteriormente, escoliossexualidade foi definida como atração por pessoas trans em geral, sendo considerada problemática e fetichizante. Contudo, muitas outras definições acabaram incluindo "pessoas transgênero e não-binárias", sendo redefinida para incluir somente n-bs, algumas restringindo o uso do termo para somente indivíduos não-binários. Ainda assim, foi criticada por alguns quando usada como monossexualidade, pois trataria a não binariedade como um terceiro gênero monólito.
A atração, exclusiva ou não, por pessoas não binárias foi muitas vezes encarada como uma pansexualidade ou polissexualidade, mas estas requerem atração independente de gênero, por múltiplos ou todos os gêneros. Agora, ela é tida como uma orientação diamórica.

## Termos específicos
Enébique, também chamado de enebiane, embiane, embeane e enebeane, é um termo guarda-chuva para pessoas não binárias atraídas por outras pessoas não binárias. Sendo embinárique, enebórique ou enbórique outro termo guarda-chuva para qualquer pessoa atraída por não binárias. Ceteramórique, teramórique ou ceteroamórique descreveria a atração exclusiva de pessoas não binárias por outras pessoas não binárias.

## Etimologias
Escolio- tem origem na palavra grega que significa “torto, divergente, dobrado, curvado, desviante, retorcido”, enquanto cetero- vem do latim ceter, representa “outro”. Medisso foi sugerido como alternativa, vem de mē (não) e dissos (binário/duplo). Outros nomes incluem alotropossexual e idemossexual. Em certo ponto, já chegou a ser chamada de não-bináriessexual e enbysexual (nbsexual).